# Йоганн Ґеорґ Ґмелін
Йоганн Ґеорґ Ґмелін (нім. Johann Georg Gmelin; 8 серпня 1709 — 20 травня 1755) — німецький натураліст, ботанік, лікар та географ.

## Біографія

### Молоді роки
Гмелін народився у Тюбінгені, у сім'ї професора Тюбінгенського університету. Він був обдарованою дитиною та почав відвідувати університетські лекції у віці 14 років у 1727 році, закінчив університет зі ступенем з медицини у віці 18 років. Згодом він переїхав до Санкт-Петербурга та у 1728 році отримав стипендію академії наук. З 1730 року він викладав у Санкт-Петербурзькому університеті, наступного року був призначений професором хімії та природничої історії.

### Друга Камчатська експедиція
Ґмеліна запросили приєднатися до Другої Камчатської експедиції Вітуса Беринга (1733-43рр.). На початку експедиції — на виїзді із Санкт-Петербурга у серпні 1733 — його супроводжував молодий студент Степан Крашенінніков. Вони подорожували разом через Уральські гори та західний Сибір до Єнісейська. Він описав річку Єнісей як кордон між Європою та Азією і брав участь у вимірюванні найнижчої температури за всю історію у Єнісейську. Він був також першим, хто виміряв те, що рівень Каспійського моря був нижчим, ніж у Середземному морі. У вересні 1736 він добрався до штабу Вітуса Беринга у Якутську. На жаль, будинок, де проживав Ґмелін, згорів 8 листопада, знищивши всі його колекції та нотатки, а також частину його бібліотеки. Наступного літа він зібрав повторно зразки для колекції, для того щоб замінити втрату. Його Flora Sibirica (1747—1769) була основана на його спостереженнях та колекціях. Вона містить описи 1178 видів, 294 з яких ілюстровані. Його племінник Самуель Ґотліб Ґмелін допомагав йому у редагуванні останніх двох томів. П'ятий том Flora Sibirica, в основному присвячений лат. Cryptogamae був написаний Степаном Крашенінніковим, але не був опублікований. Ґмелін також описав свою подорож у соїй роботі Reise durch Sibirien von dem Jahr 1733 bis 1743 (1751—1752).

### Зрілі роки
У 1747 році Ґмелін повернувся до Тюбінгенського університету та отримав посаду професора медицина, у 1751 році — директора ботанічного саду університету. У цей період був опублікований опис його подорожі. Записки були перекладені французькою та голландською мовами, але російською опубліковані не були,  «оскільки містили неприємні коментарі та зауваження про росіян» .
У 1749 році Ґмелін був обраний іноземним членом Шведської королівської академії наук. У 1752—1753 роках був ректором Тюбінгенського університету.

## Почесті
Рід рослин Gmelina (Lamiaceae) та декілька десятків видів рослин і тварин названі на його честь.